# Anaphalis mucronata
Anaphalis mucronata là một loài thực vật có hoa trong họ Cúc. Loài này được C.B.Clarke ex Hemsl. mô tả khoa học đầu tiên năm 1894.